# フアン・マヌエル・オルティス
フアンマ・オルティス（Juanma Ortiz）ことフアン・マヌエル・オルティス・パラソン（Juan Manuel Ortiz Palazón, 1982年3月1日 - ）は、スペイン・アリカンテ県グアルダマール・デル・セグラ出身のサッカー選手。ポジションは主にMF（右サイドハーフ）。

## 経歴
アトレティコ・マドリードのカンテラ出身。2003-04シーズンには、トップチームで6試合に出場（うち3試合はスタメン）。その後の3シーズンは、CAオサスナ、ポリ・エヒドにレンタル移籍。ポリ・エヒドでは9得点した。
2007-08シーズン、このシーズンよりプリメーラに昇格したUDアルメリアへ移籍。2007-08シーズンは25試合に出場した。2008-09シーズンは31試合に出場して4得点した。
2011年7月、スコティッシュ・プレミアリーグのレンジャーズFCと3年契約を結んだ。しかし、2011-12シーズン前半戦は出場機会に恵まれず、2012年1月、セグンダ・ディビシオン（2部）に在籍する古巣のUDアルメリアにレンタル移籍した。2月4日のコルドバCF戦 (2-1) で復帰後初出場すると、その試合の後半ロスタイムに劇的な決勝点を挙げ、2月12日のジローナFC戦 (1-0) では試合唯一の得点となる決勝点を決めた。2月18日のレアル・ムルシア戦 (4-2) 、2月26日のセルタ・デ・ビーゴ戦 (3-4) でも得点し、コルドバ戦からセルタ戦まで4試合連続得点を達成した。
2014年9月1日、キプロス・ファーストディビジョンのAEKラルナカと2年契約を結んだ。

## トリビア
2007-08シーズン及び2008-09シーズン、UDアルメリアにはホセ・オルティス・ベルナル (2000-) 、ホセ・マヌエル・ヒメネス・オルティス (2006-2009) 、そしてフアン・マヌエル・オルティス (2007-) と「オルティス」の姓を持つ選手が3人在籍した。